# 产业后备军
产业后备军，也称劳动后备军，在马克思提出这个概念的时候，特指存在于资本主义社会中的失业但处于积极寻找工作状态的人口。目前，产业后备军也出现在了中国这样号称社会主义初级阶段的国家中，因此其内涵有所拓展，指劳动力市场上长期存在的具有一定规模的失业人口。

## 产生原因
马克思在对资本主义的观察中提出了产业后备军理论。他指出：“工人人口本身在生产出资本积累的同时，也以日益扩大的规模生产出使他们自身成为相对过剩人口的手段。这就是资本主义生产方式所特有的人口规律。”具体来讲，产业后备军的产生原因可以归结为以下两个方面。
第一，正如马克思的经典理论中阐释的那样，首先，由于资本家占据了起初由个人或家庭占有的生产资料，造成了生产资料与劳动力的分离，这本身就会使劳动力市场的供给增加。另一方面，由于资本具有追求无限增殖的特征，随着资本主义的发展，资本有机构成提高是一个必然的趋势，资本对劳动的替代也是一个自然产生的现象。因此，即使资本主义的生产规模在不断扩大，劳动力需求的相对减少是一个不可否认的现实。劳动生产率的提高使得企业在相同的生产规模下，对劳动力的需求不断减少。 
第二，随着资本家进入农业生产领域，在土地私有化的条件下，由于农业生产规模经济效应的存在，部分农民就会丧失对土地的所有权或者使用权。随着农业生产率的提高和机械化的普及，农业生产对劳动力的需求也会大幅度减少，这就导致农村大量剩余劳动力的释放。劳动力市场上供给的大幅度增加促进了产业后备军的形成。

## 产业后备军对资本主义的作用
首先，产业后备军的存在加剧了劳动力市场的竞争，一方面，竞争的加剧增强了雇佣者在劳动力市场上的市场势力，使得资本家能够最大程度的压低工人工资，节约劳动力成本。工人之间的竞争破坏工人之间的同盟关系，使得工人通过与资本家谈判提高待遇的可能性进一步降低。另一方面，劳动力之间的竞争也进一步促进了劳动生产率的提高，从而使得产业后备军的规模有进一步扩大的趋势。
其次，产业后备军的存在增强了资本主义在经济周期中的弹性。在经济扩张阶段，产业后备军为资本主义扩大生产提供了充足并相对廉价的劳动力供给，在经济危机阶段，产业后备军又为资本家缩小生产规模、裁减雇员、降低工人工资水平从而降低生产成本提供了可能。

## 中国产业后备军的产生
从新中国成立到改革开放之前，在国有经济和集体经济占主导的条件下，中国社会中基本上没有大规模的失业人口，也就没有所谓产业后备军的存在。改革开放之后，随着市场化的推进和私有制的产生，产业后备军开始在中国大量出现。
首先，由于家庭联产承包责任制的推行，农业生产的模式由以生产队为单位统一劳动同一分配转变为包产到户，随后进一步演变为包干到户。农民的自主性增强，农业生产的集体化程度减弱。虽然农民只拥有土地的使用权，所有权仍然归国家所有，但这种体制上的变化仍然为土地的流转和集中创造了条件。另一方面，随着农业生产的市场化，粮食价格的相对下跌，农民从事农业生产的受益越来越微薄。大量农民选择离开土地进城打工，劳动力市场上的供给大幅度上升，这位产业后备军的形成提供了基础和条件。
其次，在城市改革，特别是国有企业的改革中，为了提高国有企业的自主性和盈利能力，国家鼓励企业“减员增效”。一方面，国有企业员工原有的“铁饭碗”被打破，极大的加剧了劳动力市场的竞争。另一方面，“减员增效”使得大量的国企员工下岗失业，加入产业后备军的队伍中。
另一方面，随着市场化改革的推进，马克思经典理论中资本有机构成提高，资本对劳动力的替代使得对劳动力的需求相对减少的机制在中国也发挥着越来越重要的作用，这也在很大程度上解释了中国产业后备军规模的迅速扩大。